# 下村敏博
下村 敏博（しもむら としひろ、1950年 - ）は、日本の弁護士。奈良まほろば法律事務所代表弁護士。奈良弁護士会会長、奈良県労働委員会会長等を歴任。藍綬褒章受章。総務大臣表彰、万葉歌コンクール明日香村長賞等受賞。

## 人物・経歴
奈良県香芝市出身。1974年一橋大学社会学部卒業。1998年奈良弁護士会会長、日本弁護士連合会常務理事。2004年大和高田市に奈良まほろば法律事務所を開設。2009年奈良弁護士会綱紀委員会委員長。
近畿大学法学部非常勤講師、龍谷大学法科大学院非常勤講師、奈良県労働委員会会長、奈良地方裁判所葛城支部民事調停委員・家事調停委員、生駒市情報公開及び個人情報保護運営審議会会長、香芝市情報公開審査会副会長、香芝市公平委員会委員長、奈良県後期高齢者医療広域連合公平委員会委員、大和高田市立病院倫理委員会委員、財団法人南都経済研究所評議員等を歴任。
2011年全国公平委員会連合会表彰。2012年労働委員会委員15年在任表彰。2014年香芝市自治功労者表彰。2015年藍綬褒章受章。同年大阪高等裁判所長官表彰。2016年公平委員会制度六十五周年総務大臣表彰。2017年地方自治法施行70周年記念総務大臣表彰。趣味は音楽で、大学時代は一橋大学津田塾大学合唱団ユマニテでテノール兼指揮者として活動した。地域の音楽サロン代表や作曲活動なども行い、2011年には万葉歌コンクールで明日香村長賞を受賞。

## 著作
- 「労働と余暇 : セカンドライフの効用：心身のセーフティネット」労委労協 (730) 2017年